# Богданкі (Підляське воєводство)
Богданкі (пол. Bogdanki) — село в Польщі, у гміні Юхновець-Косьцельний Білостоцького повіту Підляського воєводства.
Населення — 92 особи (2011).
У 1975-1998 роках село належало до Білостоцького воєводства.

## Демографія
Демографічна структура станом на 31 березня 2011 року:
|          | Загалом | Допрацездатний вік | Працездатний вік | Постпрацездатний вік |
| -------- | ------- | ------------------ | ---------------- | -------------------- |
| Чоловіки | 40      | 6                  | 31               | 3                    |
| Жінки    | 52      | 12                 | 28               | 12                   |
| Разом    | 92      | 18                 | 59               | 15                   |